# Сан Вито (Торино)
Сан Вито (итал. San Vito) је насеље у Италији у округу Торино, региону Пијемонт.
Према процени из 2011. у насељу је живело 24 становника. Насеље се налази на надморској висини од 241 м.